# 天主教班贝格总教区
天主教班貝格總教區（德語：Erzbistum Bamberg、拉丁語：Archidioecesis Bambergensis）是羅馬天主教在德國巴伐利亞州北部設立的一個總教區。總教區也負責監管艾希施泰特教區、施派爾教區和維爾茨堡教區。

## 現況

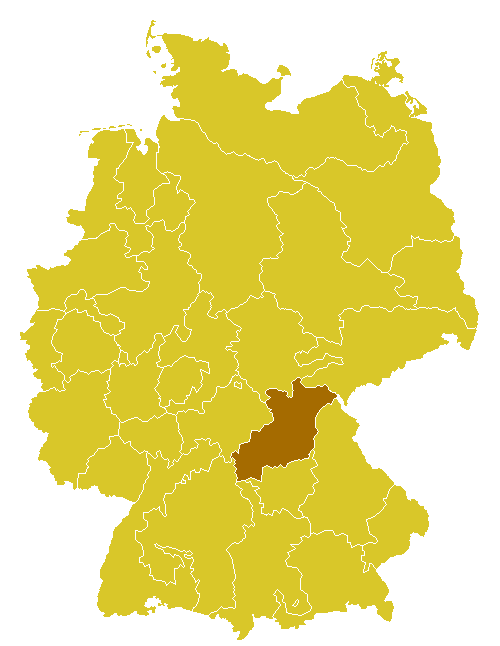
班貝格總教區管轄範圍圖

班貝格總教區包括上法蘭克尼亞和中法蘭克尼亞的大部分，以及下法蘭克尼亞和上巴拉丁的一小部分。主教座堂設在班貝格主教座堂。2011年，有教友713,781人，佔轄區總人口33%、310個堂區、475名司鐸、49名執事、246名修士、532名修女。

## 歷史

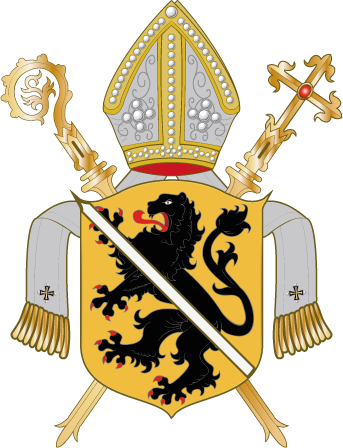
班貝格總教區牧徽

班貝格教區成立於1007年，由愛希施泰特教區和維爾茨堡教區分割一部分成立。1250年左右，教區成為神聖羅馬帝國的一個邦。18世紀，它經常與毗鄰的維爾茨堡教區合作。與它接壤的諸侯國有：西面是維爾茨堡，南面是勃蘭登堡-安斯巴赫伯國和紐倫堡自由市，東面是勃蘭登堡-拜羅伊特伯國，北面是薩克森-科堡公國。1802年的《帝國代表重要決議》（Reichsdeputationshauptschluss）使得班貝格成為巴伐利亞的一部分。1802年，班貝格教區包括的面積有3580平方千米，207,000人口。 1817年，班貝格教區升格為總教區。